# Junonia atlites
Junonia atlites is een vlinder uit de familie Nymphalidae (vossen, parelmoervlinders en weerschijnvlinders). De vlinder komt voor in Azië. De wetenschappelijke naam van de soort werd gepubliceerd in 1763 door Carl Linnaeus.
De spanwijdte varieert tussen de 55 en 65 mm. Waardplanten komen uit de familie Nymphalidae. De soort komt voor in het Oriëntaals gebied.